# ماروین کاپلان
ماروین کاپلان (انگلیسی: Marvin Kaplan؛ زادهٔ ۲۴ ژانویه ۱۹۲۷ مرگ ۲۵ اوت ۲۰۱۶) یک هنرپیشه اهل ایالات متحده آمریکا است. وی از سال ۱۹۴۹ میلادی تا سال ۲۰۱۶ میلادی مشغول فعالیت بوده‌است.

## زندگی
ماروین کاپلان در سال ۱۹۲۷ در بروکلین نیویورک زاده شد. نخستین بازی سینمایی او در فیلم دنده آدام (۱۹۴۹) بود.

## گزیدهٔ فیلم‌شناسی
- فرانسیس (۱۹۵۰)
- پروفسور دیوانه (۱۹۶۳)
- جمعه عجیب (۱۹۷۶)
- دیوانگی نیمه‌شب (۱۹۸۰)
- جوخه معاون هالیوود (۱۹۸۶)
- از ته دل وحشی (۱۹۹۰)